# Evolve 131
Evolve 131, ook bekend als Evolve's 10th Anniversary Celebration, was een professioneel wosrtelevenement dat georganiseerd werd door de Amerikaanse worstelorganisatie Evolve in samenwerking met WWE. Het evenement vond plaats op 13 juli 2019 in het 2300 Arena in Philadelphia, Pennsylvania en werd live uitgezonden op de WWE Network. Er verschenen worstelaars van Evolve en van WWE's NXT en 205 Live brands.

## Matches
| Nr. | Match                                                                                      | Winnaar(s)         | Opmerkingen                                                                        | Bron  |
| --- | ------------------------------------------------------------------------------------------ | ------------------ | ---------------------------------------------------------------------------------- | ----- |
| 1   | Josh Briggs vs. Anthony Greene (with Brandi Lauren)                                        | Josh Briggs        | Eén-op-één match. The Future Is Now Showcase match                                 | [ 2 ] |
| 2   | Stephen Wolf vs. Curt Stallion vs. Sean Maluta vs. Harlem Bravado                          | Stephen Wolf       | Fatal Four-Way match                                                               | [ 2 ] |
| 3   | Arturo Ruas vs. Anthony Henry                                                              | Arturo Ruas        | Grudge match.                                                                      | [ 2 ] |
| 4   | Brandi Lauren vs. Shotzi Blackheart                                                        | Brandi Lauren      | No Disqualification match.                                                         | [ 2 ] |
| 5   | Babatunde vs. Colby Corino                                                                 | Babatunde          | Eén-op-één match. Special Challenge match.                                         | [ 2 ] |
| 6   | AR Fox & Leon Ruff (met Ayla & The Skulk) vs. The UnWanted (Eddie Kingston & Joe Gacy) (c) | AR Fox & Leon Ruff | Tag Team match voor het Evolve Tag Team Championship.                              | [ 2 ] |
| 7   | Matt Riddle (met Curt Stallion) vs. Drew Gulak                                             | Matt Riddle        | Eén-op-één match. Catch Point Reunion match.                                       | [ 2 ] |
| 8   | Austin Theory (c – Evolve) vs. JD Drake (c – WWN)                                          | Austin Theory      | Winner Takes All match voor beide het WWN Championship en het Evolve Championship. | [ 2 ] |
| 9   | Adam Cole (c) vs. Akira Tozawa                                                             | Adam Cole          | Eén-op-één match voor het NXT Championship.                                        | [ 2 ] |